# Kutno Azory
Kutno Azory – jednokrawędziowy przystanek kolejowy w Azorach, dzielnicy Kutna, w województwie łódzkim, w Polsce. Pierwotnie nosił nazwę Azory i służył przede wszystkim dojazdom do pracy dla kolejarzy z pobliskiej lokomotywowni Kutno Azory. Został utworzony w 1930 roku, zaś obecna nazwa obowiązuje od nowego rozkładu jazdy, który wprowadzono z dniem 13 grudnia 2020.
Z powodu remontu stacji Kutno od 12 – 30 kwietnia 2016, 16 marca do 12 grudnia 2020 r, oraz od 12 stycznia do 2 września 2023 na stacji nie zatrzymywały się żadne pociągi oraz uruchomiona była komunikacja zastępcza od stacji Raciborów Kutnowski do stacji Kutno z pominięciem stacji Kutno Azory.

## Ruch pasażerski
| Rok  | Wymiana pasażerska na dobę |
| ---- | -------------------------- |
| 2017 | 0-9                        |
| 2022 | 0-9                        |